# Meluli
Der Meluli ist ein Fluss in Mosambik.

## Verlauf
Der Fluss hat seine Quellen im Zentrum der Provinz Nampula auf ca. 1100 m Höhe, 10 km entfernt von Namina. Er fließt vornehmlich in südöstlicher Richtung. Der Meluli mündet etwa 30 km südlich von Angoche in die Straße von Mosambik. Der Fluss hat eine Gesamtlänge von 250 km. Seine Hauptzuflüsse sind Namaita, Naha, Mecucu und Murrioze von rechts. Die linken Nebenflüsse sind sehr klein.

## Einzugsgebiet
Das Einzugsgebiet des Meluli hat eine Fläche von 9700 km² und grenzt an die der Flüsse Mecubúri, Motomode und Monapo im Norden und Ligonha im Süden.